# Dactylodeictes lopesi
Dactylodeictes lopesi är en tvåvingeart som först beskrevs av Lindner 1964.  Dactylodeictes lopesi ingår i släktet Dactylodeictes och familjen vapenflugor. Inga underarter finns listade i Catalogue of Life.